# جووانی گوتی
جووانی گوتی (ایتالیایی: Giovanni Gotti; ۳۰ اوت ۱۹۱۲ – ۷ آوریل ۱۹۸۸) دوچرخه‌سوار اهل ایتالیا بود. وی در مسابقات تور دو فرانس و جیرو دیتالیا شرکت کرده است.